# Humberto Martins
Humberto Martins Duarte (Nova Iguaçu, 14 de abril de 1961) é um ator brasileiro. Tornou-se conhecido a partir da década de 90 ao atuar em diversas telenovelas da TV Globo, geralmente em papéis de "galã". Atuou em diversas obras de Carlos Lombardi e Glória Perez.

## Biografia
Estreou fazendo uma participação nas novelas Carmem, de 1987, e Vale Tudo, de 1989. Seu primeiro papel fixo foi em O Sexo dos Anjos (1989). Nos anos seguintes ganhou destaque em Barriga de Aluguel e Mulheres de Areia. 
Em 1990, protagonizou um empresário, corretor da bolsa de valores, que comprava a maioria das ações em nome de Maria do Carmo (Regina Duarte), e não deixou que Renato Maia (Daniel Filho) sentasse na cadeira da presidência das empresas da sucateira, garantindo a ela a permanência na presidência da empresa. Humberto Martins, em sua pequena participação em Rainha da Sucata, vivendo o papel de Osvaldinho, pela primeira vez, contracenava com Regina Duarte. 
Em 1994 viveu o seu primeiro protagonista, Bruno de Quatro por Quatro.
É um dos atores prediletos do autor Carlos Lombardi, tendo participado de diversos trabalhos do mesmo, entre eles: Vira Lata, como o protagonista Lenin, Uga Uga, como o protagonista Baldochi, a minissérie O Quinto dos Infernos como um dos protagonistas, o Chalaça, Kubanacan como o antagonista General Camacho e Pé na Jaca, em que fez uma participação especial como Merlin. 
Em 1998, protagonizou ao lado de Cristiana Oliveira a novela Corpo Dourado. Cristiana é a atriz com quem o ator mais contracenou, foram quatro novelas e uma minissérie.
Em 2005, fugindo ao estereótipo dos homens descamisados que costumava fazer, encarnou o empresário Laerte de América, e no ano seguinte, 2006, foi o feitor Bruno de Sinhá Moça. 
Em 2008, viveu o antagonista principal de Beleza Pura, o médico Renato, sendo o segundo de sua carreira; o primeiro foi em Quatro por Quatro.
Em 2009, despontou como o inescrupuloso empresário Ramiro Cadore em Caminho das Índias.
Ao longo de sua carreira fez uma única atuação no cinema, em que viveu o personagem homônimo no longa Tiradentes.
Foi destaque da última alegoria do desfile campeão do GRES Aliança de Joaçaba-SC em 2009.
Em 2010 volta a protagonizar como Ricardo Aguilar em Escrito nas Estrelas.
Atuou como Neco no remake de O Astro, vivendo o papel que foi originalmente interpretado por Flávio Migliaccio. 
Em 2012, se despediu do carinhoso Nacib, da novela das 23h de Walcyr Carrasco, Gabriela. 
Em 2015 participou do espetáculo teatral da Paixão de Cristo de Nova Jerusalém como Pôncio Pilatos. 
Em 2019, Humberto esteve no elenco da novela Verão 90, interpretando o personagem Herculano Mendes.
Em 2024 foi anunciado como parte da continuação de O Auto da Compadecida como o Coronel Hernani.

## Vida pessoal
É pai de Thamires e Humberto Filho, fruto do seu casamento com Ana Lúcia Mansur, e de Nicolle, fruto da sua relação com Andréa Abrahão. O ator foi ainda casado com a apresentadora de televisão Solange Frazão, entre 1999 e 2001.
Fez dois ensaios nu para a extinta revista Íntima em 1999 e 2000.

## Filmografia

### Televisão
| Ano  | Título                             | Personagem                                   | Nota                                          |
| ---- | ---------------------------------- | -------------------------------------------- | --------------------------------------------- |
| 1987 | Carmem                             | Repórter, amigo de Paula                     | Participação                                  |
| 1988 | Olho por Olho                      | Jornalista                                   | Participação                                  |
| 1988 | Vale Tudo                          | Paulo                                        | Participação                                  |
| 1989 | O Sexo dos Anjos                   | Otávio Muniz Nogueira                        |                                               |
| 1990 | Rainha da Sucata                   | Osvaldinho                                   | Participação Especial                         |
| 1990 | Barriga de Aluguel                 | João dos Santos                              |                                               |
| 1992 | Tereza Batista                     | Jereba                                       |                                               |
| 1992 | Pedra Sobre Pedra                  | Yago                                         |                                               |
| 1993 | Mulheres de Areia                  | Alaôr                                        |                                               |
| 1994 | A Madona de Cedro                  | Manuel Mourão (Maneco)                       |                                               |
| 1994 | Quatro por Quatro                  | Bruno Herrera Franco                         |                                               |
| 1995 | Você Decide                        |                                              | Episódio: "O Legado"                          |
| 1995 | Você Decide                        | Episódio: "Copacabana"                       |                                               |
| 1996 | Vira Lata                          | Lênin Botelho Wanderpetrokovtz (Lê)          |                                               |
| 1997 | Você Decide                        |                                              | Episódio: "Enrascada"                         |
| 1997 | Você Decide                        | Episódio: "Aconteceu em Copacabana"          |                                               |
| 1998 | Corpo Dourado                      | Francisco de Oliveira Brandão (Chico)        |                                               |
| 1999 | Chiquinha Gonzaga                  | Arthur                                       |                                               |
| 1999 | Você Decide                        | Alzimar                                      | Episódio: "O Lobisomem"                       |
| 1999 | Você Decide                        | Episódio: "O Dragão e a Borboleta"           |                                               |
| 1999 | Você Decide                        | Juraci                                       | Episódio: "Que Drag de Vida"                  |
| 2000 | Brava Gente                        | Boto                                         | Episódio: "Boto"                              |
| 2000 | Uga Uga                            | Bernardo Baldochi                            |                                               |
| 2001 | O Clone                            | Aurélio Sobreiras                            | Episódios: "11–14 de junho"                   |
| 2001 | Sítio do Picapau Amarelo           | Long John Silver                             | Episódio: "Reinações de Narizinho"            |
| 2002 | O Quinto dos Infernos              | Francisco Gomes da Silva (Chalaça)           |                                               |
| 2003 | Kubanacan                          | Comandante Camacho Pantaléon                 |                                               |
| 2004 | A Diarista                         | Beto                                         | Episódio: "Mulheres que Enchem o Saco Demais" |
| 2004 | Linha Direta                       | Saulo                                        | Episódio: "A Máscaras de Chumbo"              |
| 2005 | América                            | Laerte Villa Nova                            |                                               |
| 2006 | A Diarista                         | Beto                                         | Episódio: "Até que a Nete os Separe"          |
| 2006 | Sinhá Moça                         | Feitor Bruno                                 |                                               |
| 2007 | Amazônia, de Galvez a Chico Mendes | Augusto                                      |                                               |
| 2007 | Pé na Jaca                         | Mateus Bacarah (Merlim)                      | Episódios: "18 de maio–11 de junho"           |
| 2007 | Casos e Acasos                     | Lauro                                        | Especial de fim de ano                        |
| 2008 | Beleza Pura                        | Renato Reis                                  |                                               |
| 2009 | Caminho das Índias                 | Ramiro Cadore                                |                                               |
| 2010 | Escrito nas Estrelas               | Dr. Ricardo Aguillar                         |                                               |
| 2010 | Escrito nas Estrelas               | Pedro Cassiano Aguillar                      |                                               |
| 2011 | Lara com Z                         | Leandro Morais                               |                                               |
| 2011 | O Astro                            | Ernesto Ramirez de Oliveira (Neco)           |                                               |
| 2012 | As Brasileiras                     | Vitório                                      | Episódio: "A Culpada de BH"                   |
| 2012 | Gabriela                           | Nacib Achcar Saad                            |                                               |
| 2014 | Em Família                         | Virgílio Machado                             |                                               |
| 2015 | Totalmente Demais                  | Germano Monteiro                             |                                               |
| 2017 | A Força do Querer                  | Eurico Garcia                                |                                               |
| 2019 | Verão 90                           | Herculano Mendes (Hércules O Gatão / Tigrão) |                                               |
| 2022 | Travessia                          | Jorge Luiz Guerra (Guerra)                   |                                               |
| 2025 | A Fábrica de Sonhos                | Sydartha / Alex                              | Especial 60 anos Globo                        |

### Cinema
| Ano  | Título                                          | Personagem                   |
| ---- | ----------------------------------------------- | ---------------------------- |
| 1999 | Tiradentes                                      | Joaquim José da Silva Xavier |
| 2000 | A Nova Onda do Imperador                        | Pacha (voz)                  |
| 2014 | Os Homens São de Marte... e É pra lá que Eu Vou | Robertinho Guimarães         |
| 2016 | Reza a Lenda                                    | Coronel Tenório              |
| 2019 | E.A.S.: – Esquadrão Antissequestro              | Humberto                     |
| 2024 | O Auto da Compadecida 2                         | Coronel Ernanini             |

## Prêmios e indicações
| Ano  | Prêmio                                     | Categoria               | Nomeações            | Resultado |
| ---- | ------------------------------------------ | ----------------------- | -------------------- | --------- |
| 1996 | Prêmio Contigo! de TV                      | Melhor Ator             | Quatro por Quatro    | Venceu    |
| 2009 | Troféu Super Cap de Ouro                   | Melhor Ator             | Caminho das Índias   | Venceu    |
| 2010 | Prêmio Arte Qualidade Brasil               | Melhor Ator             | Escrito nas Estrelas | Indicado  |
| 2011 | Prêmio Extra de Televisão                  | Melhor Ator Coadjuvante | O Astro              | Indicado  |
| 2011 | Prêmio Melhores da Revista da TV - O Globo | Melhor Ator Coadjuvante | O Astro              | Venceu    |
| 2014 | Prêmio Extra de Televisão                  | Melhor Ator             | Em Família           | Indicado  |
| 2014 | Prêmio Quem de Televisão                   | Melhor Ator             | Em Família           | Indicado  |
| 2017 | Melhores do Ano                            | Personagem do Ano       | A Força do Querer    | Indicado  |
| 2017 | Prêmio Contigo! de TV Online               | Melhor Ator Coadjuvante | A Força do Querer    | Venceu    |
| 2018 | Troféu Internet                            | Melhor Ator             | A Força do Querer    | Indicado  |